# Lucien Van Impe
Lucien Van Impe (* 20. října 1946 Mere) je bývalý belgický silniční cyklista. Jeho nejsilnější zbraní byla jízda v kopcích, při níž využíval svou drobnou postavu.
Jako amatér vyhrál v roce 1968 vrchařskou soutěž na Tour de l'Avenir. V roce 1969 nastoupil k profesionální stáji Sonolor a vyhrál závod Vuelta a Navarra.
Patnáctkrát nastoupil na Tour de France a pokaždé závod dokončil. V roce 1976 získal celkové vítězství, což od té doby žádný Belgičan nedokázal. V roce 1981 skončil druhý a v letech 1971, 1975 a 1977 dojel na třetím místě. Šestkrát získal puntíkovaný trikot pro nejlepšího vrchaře TdF (1971, 1972, 1975, 1977, 1981 a 1983) a vyhrál devět etap.
Čtyřikrát startoval na Giro d'Italia, v roce 1982 obsadil čtvrté místo a v letech 1982 a 1983 byl nejlepším vrchařem. V roce 1979 byl pátý na Vuelta a España. V roce 1973 byl druhý na závodě Tour de Romandie, v roce 1976 druhý na Grand Prix du Midi Libre a v roce 1977 druhý na Tour de Suisse. Na Critérium du Dauphiné byl třikrát nejlepším vrchařem a v roce 1977 skončil celkově na třetím místě. V roce 1983 se stal mistrem Belgie v silničním závodě jednotlivců.
Kariéru ukončil v roce 1987. Působil jako sportovní ředitel týmu Intermarché-Wanty-Gobert Matériaux.
Jeho synovec Kevin Van Impe byl také profesionálním cyklistou.